# Penny z M.A.R.Sa
Penny z M.A.R.Sa (ang. Penny on M.A.R.S.) – włoski anglojęzyczny serial telewizyjny będący spin-offem serialu Alex i spółka. Serial miał swoją premierę 7 maja 2018 roku na antenie włoskiego Disney Channel.
4 czerwca 2018 roku serial miał premierę na antenie Disney Channel w Wielkiej Brytanii. Premiera serialu w Polsce odbyła się 4 lutego 2019 roku na antenie Disney Channel.
10 kwietnia 2018 roku zostało potwierdzone, że serial został przedłużony o drugi sezon. Drugi sezon został premierowo wyemitowany 18 lutego 2019 w Wielkiej Brytanii. Został potwierdzony również trzeci sezon, którego premiera odbyła się w 2020 roku i który jest ostatnim sezonem serialu.

## Fabuła

### Sezon 1
Penny (Olivia Mai-Barrett) zalicza przesłuchania do słynnej szkoły dla młodych artystów o nazwie M.A.R.S. Szkoła M.A.R.S. ma ostre zasady i jest bardzo wymagająca, więc Penny i jej przyjaciele ze szkoły będą musieli zdać dzienny test. Ale Penny jest wyjątkowa, bo ma tajemnicę, którą musi zachować dla siebie: Jest córką Bakìi (Merissa Porter), słynnej gwiazdy pop, która sprawiła, że nikt nie wie o jej córce, zapisując ją do szkoły z internatem w Szwajcarii, żeby miała normalne życie. Teraz Penny dorasta i chce spełnić swoje marzenie o uczęszczaniu do M.A.R.Sa razem ze swoją najlepszą przyjaciółką, Camillą (Shannon Gaskin), i w końcu żyć jak dziewczyny w jej wieku, i to dlatego zapisuje się do szkoły pod fałszywym nazwiskiem, chcąc przetestować swój talent i to sama, bez zadzierania z sukcesem swojej mamy. Jedyną osobą z M.A.R.Sa, która zna jej tożsamość, jest Camilla. Obie dziewczyny są jak siostry i nic ich nie rozdzieli, albo tak myślały, dopóki nie zakochują się w tym samym chłopaku ze szkoły, w czarującym Sebastianie (Finlay MacMillian). I podczas realizowania marzeń, Penny ma również zagadkę do rozwiązania: Dowiedzieć się, kim jest jej ojciec.

### Sezon 2
Po ujawnieniu swojej prawdziwej tożsamości, Penny musi odzyskać zaufanie swoich przyjaciół i Sebastiana. Tymczasem w M.A.R.S.ie jest zawsze czas na nowe wyzwania: Będzie nowy szkolny konkurs, Pełną-parą, który rozwinie nowe niespodziewane przyjaźnie i przyniesie zwycięzców do prawdziwego talent show. Penny musi współpracować z Sashą (Ryan Dean), a Sebastian z Lucy (Jessica Alexander). Camilla natomiast jest w parze z nowym chłopakiem w szkole, Tomem (Jack Christou), który od razu zdobywa jej serce, ale ukrywa kilka tajemnic. Tymczasem Penny daje radę odbudować długo-upragnioną relację ze swoim ojcem i zaprzyjaźnia się z Pete'em (Giacomo Vigo), cwanym dzieckiem, które mieszkało w sierocińcu, co prowadzi ją do rozwijania się jako artystka, ale przede wszystkim jako osoba. Nowe przyjaźnie, miłości i intrygi prowadzą do różnych zdarzeń i wielu niespodziewanych momentów, które mogą naruszyć równowagę.

### Sezon 3
Trzeci sezon serialu ukazuje Penny walczącą z przygotowaniami musicalu razem ze swoją najlepszą przyjaciółką Camillą i nowym sprzymierzeńcem, Sashą. Dodatkowo pojawiają się nowi bohaterowie, jak Rob (Keenan Munn-Francis), Vicky (Kira Malou) i Martha (Amani Lia). Ale Penny musi również poradzić sobie z nostalgią do Sebastiana, który został muzykiem i jest teraz w trasie, nową normalnością, która stworzy wiele problemów i zazdrości dla bohaterki.

## Obsada

### Pierwszoplanowa obsada
- Olivia Mai-Barrett – Pentachord "Penny" Mendez
- Shannon Gaskin – Camilla Young
- Finlay MacMillian – Sebastian Storm
- Olivia Chan – Sofia Hu
- Luke Walsh – Mike Weber (sezony 1, 3)
- Damien Walsh –
  - Nick Weber (sezony 1-2),
  - Mike Weber (sezon 2)
- Ryan Dean – Sasha Lukin
- Jessica Alexander – Lucy Carpenter (sezony 1-2)
- Jack Christou – Tom Lauder (sezony 2-3)
- Giacomo Vigo – Pete Swanson (sezony 2-3)
- Keenan Munn-Francis – Rob Walker (sezon 3)
- Kira Malou – Vicky Bernhard (sezon 3)
- Amani Lia – Martha Patel (sezon 3)

## Spis odcinków
| Premiera odcinka | Premiera odcinka | N/o | Polski tytuł                         | Angielski tytuł                 |
| ---------------- | ---------------- | --- | ------------------------------------ | ------------------------------- |
|                  |                  |     |                                      |                                 |
| SERIA PIERWSZA   |                  |     |                                      |                                 |
|                  |                  |     |                                      |                                 |
| 07.05.2018       | 04.02.2019       | 01  | Nowe życie Penny                     | Penny's New Life                |
| 07.05.2018       | 05.02.2019       | 02  | Nowe życie Penny                     | Penny's New Life                |
|                  |                  |     |                                      |                                 |
| 08.05.2018       | 06.02.2019       | 03  | Sebastian na M.A.R.Sie               | Sebastian at M.A.R.S.           |
|                  |                  |     |                                      |                                 |
| 09.05.2018       | 07.02.2019       | 04  | Przyjaciel w potrzebie               | Friend in Need                  |
|                  |                  |     |                                      |                                 |
| 10.05.2018       | 11.02.2019       | 05  | Dzień otwarty dla rodziców           | Parent's Open Day               |
|                  |                  |     |                                      |                                 |
| 11.05.2018       | 12.02.2019       | 06  | Porachunki                           | The Payback                     |
|                  |                  |     |                                      |                                 |
| 14.05.2018       | 13.02.2019       | 07  | W rzeczy samej nikt nie jest idealny | Nobody's Perfect Indeed         |
|                  |                  |     |                                      |                                 |
| 15.05.2018       | 14.02.2019       | 08  | Tylko gra                            | Just Acting                     |
|                  |                  |     |                                      |                                 |
| 16.05.2018       | 18.02.2019       | 09  | Twój ojciec jest tutaj               | Your Father is Here             |
|                  |                  |     |                                      |                                 |
| 17.05.2018       | 19.02.2019       | 10  | Przesłuchanie                        | The Audition                    |
|                  |                  |     |                                      |                                 |
| 18.05.2018       | 20.02.2019       | 11  | Uczucia do ciebie                    | Feelings For You                |
|                  |                  |     |                                      |                                 |
| 21.05.2018       | 21.02.2019       | 12  | Wrogie państwa                       | Enemy Countries                 |
|                  |                  |     |                                      |                                 |
| 22.05.2018       | 25.02.2019       | 13  | Koncert                              | The Gig                         |
|                  |                  |     |                                      |                                 |
| 23.05.2018       | 26.02.2019       | 14  | Protest                              | The Protest                     |
|                  |                  |     |                                      |                                 |
| 24.05.2018       | 27.02.2019       | 15  | Amulet                               | The Charm                       |
|                  |                  |     |                                      |                                 |
| 25.05.2018       | 28.02.2019       | 16  | Wielki Show                          | The Big One                     |
|                  |                  |     |                                      |                                 |
| SERIA DRUGA      |                  |     |                                      |                                 |
|                  |                  |     |                                      |                                 |
| 08.04.2019       | 23.09.2019       | 17  | Nowy przyjaciel                      | A New Friend                    |
|                  |                  |     |                                      |                                 |
| 09.04.2019       | 24.09.2019       | 18  | Prawdziwa tożsamość Toma             | Tom's Real Identity             |
|                  |                  |     |                                      |                                 |
| 10.04.2019       | 25.09.2019       | 19  | Mamo, poznaj tatę                    | Mom, Meet Dad                   |
|                  |                  |     |                                      |                                 |
| 11.04.2019       | 26.09.2019       | 20  | Niespodziewany pocałunek             | The Unexpected Kiss             |
|                  |                  |     |                                      |                                 |
| 12.04.2019       | 27.09.2019       | 21  | Dowód                                | The Proof                       |
|                  |                  |     |                                      |                                 |
| 15.04.2019       | 30.09.2019       | 22  | Mural                                | The Mural                       |
|                  |                  |     |                                      |                                 |
| 16.04.2019       | 01.10.2019       | 23  | Przyjęcie urodzinowe                 | Birthday Party                  |
|                  |                  |     |                                      |                                 |
| 17.04.2019       | 02.10.2019       | 24  | Piosenka Pete'a                      | Pete's Song                     |
|                  |                  |     |                                      |                                 |
| 18.04.2019       | 03.10.2019       | 25  | Pułapka                              | The Trap                        |
|                  |                  |     |                                      |                                 |
| 19.04.2019       | 04.10.2019       | 26  | Pełną-parą                           | The 2-Good                      |
|                  |                  |     |                                      |                                 |
| SERIA TRZECIA    |                  |     |                                      |                                 |
|                  |                  |     |                                      |                                 |
| 03.07.2020       | 20.04.2020       | 27  | Inna strona świata                   | The Other Side Of The World     |
|                  |                  |     |                                      |                                 |
| 03.07.2020       | 21.04.2020       | 28  | Brzydkie kaczątko                    | The Ugly Duckling               |
|                  |                  |     |                                      |                                 |
| 03.07.2020       | 22.04.2020       | 29  | Witaj z powrotem, mamo               | Welcome Back, Mum               |
|                  |                  |     |                                      |                                 |
| 03.07.2020       | 23.04.2020       | 30  | Niemile widziana niespodzianka       | An Unwelcome Surprise           |
|                  |                  |     |                                      |                                 |
| 03.07.2020       | 24.04.2020       | 31  | Talent show!                         | Talent Show!                    |
|                  |                  |     |                                      |                                 |
| 03.07.2020       | 14.09.2020       | 32  | Tylko przyjaciele?                   | Just Friends?                   |
|                  |                  |     |                                      |                                 |
| 03.07.2020       | 15.09.2020       | 33  | Primabalerina                        | Prima Ballerina                 |
|                  |                  |     |                                      |                                 |
| 03.07.2020       | 16.09.2020       | 34  | Niespodziewani goście                | Unexpected Guests               |
|                  |                  |     |                                      |                                 |
| 03.07.2020       | 17.09.2020       | 35  | Plotki                               | Rumours                         |
|                  |                  |     |                                      |                                 |
| 03.07.2020       | 18.09.2020       | 36  | Zdobądźmy Pete'a!                    | Let's Get Pete!                 |
|                  |                  |     |                                      |                                 |
| 03.07.2020       | 21.09.2020       | 37  | Kto dostanie się do finałów?         | Who Will Make It To The Finals? |
|                  |                  |     |                                      |                                 |
| 03.07.2020       | 22.09.2020       | 38  | M.A.R.S.ical                         | The M.A.R.S.ical                |
|                  |                  |     |                                      |                                 |
| 03.07.2020       | 23.09.2020       | 39  | Finały                               | The Finals                      |
|                  |                  |     |                                      |                                 |

## Dyskografia
| Rok  | Dane albumu                                                                                               |
| ---- | --- |
| 2018 | Penny on M.A.R.S. - Wydany: 4 maja 2018 - Wytwórnia: Walt Disney Records - Format: CD, digital download   |
| 2019 | Penny on M.A.R.S. (album 2) - Wydany: 9 lipca 2019 - Wytwórnia: Sony Music - Format: CD, digital download |
| 2020 | Penny on M.A.R.S. (album 3) - Wydany: 4 lipca 2020 - Wytwórnia: Sony Music - Format: CD, digital download |